# آخرین خون
آخرین خون فیلمی به کارگردانی منوچهر مصیری و نویسندگی ابوالفضل آهنچیان محصول سال ۱۳۷۲ است.

## خلاصه داستان
برای آشتی سلمان و صالح، دو برادر کهن‌سال که طایفه‌هایشان با یکدیگر تعارض دارند، اسماعیل، پسر سلمان و رابعه، دختر صالح به عقد هم درمی آیند…

## بازیگران
- فرامرز قریبیان
- جمشید هاشم‌پور
- فتحعلی اویسی
- مهناز اسلامی
- عنایت‌الله بخشی
- منوچهر حامدی
- پروین سلیمانی
- نعمت‌الله گرجی
- سونیا شکیبا
- علیرضا ریاحی
- اکبر اصفهانی
- اکبر مجاهدیان